# Embargoul rus asupra vinurilor din Republica Moldova (2013–2015)

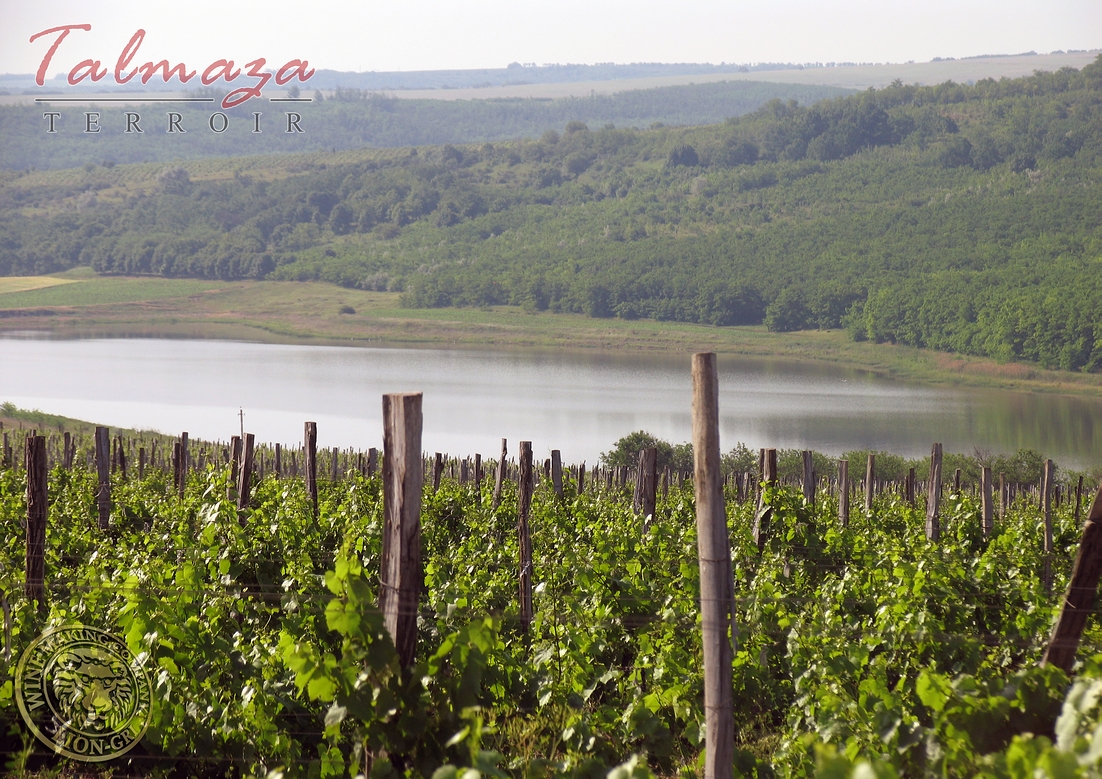
Podgorie în apropiere de Talmaza

Interzicerea importului rusesc de vinuri moldovenești a fost instituit în septembrie 2013 și a generat un conflict diplomatic major între Republica Moldova și Rusia. Embargoul este de facto un răspuns politic la intenția și semnarea de către Chișinău a Acordului de Asociere cu Uniunea Europeană, pe 28 noiembrie 2013.

## Descrierea motivelor
Serviciul rus pentru Protecția consumatorilor a interzis, din 10 septembrie 2013, importurile de vinuri din Republica Moldova, motivând o așa-zisă "calitate nesatisfăcătoare" a vinului. 
În  momentul embargoului, cel mai mare volum al exporturilor Republicii Moldova se îndrepta spre piețele din Rusia (peste 24,8 milioane de litri), Belarus, Ucraina și Kazahstan. Cu toate acestea cota vinurilor moldovenești pe piața rusă este scăzută, iar cererea este mică.
Ca urmare a acestui embargou, Comisia Europeană a propus deschiderea completă a pieței Uniunii Europene pentru importurile de vinuri moldovenești înainte de intrarea în vigoare a Acordului de Asociere între UE și Republica Moldova și a Acordului privind Zona de liber schimb.
Embargoului, a fost supus nu numai vinul din Republica Moldova, dar și altor produse, astfel pe 25 septembrie 2013 un lot de peste 19 tone de prune moldovenești, care urma să ajungă la Moscova, a fost blocat de Rosselhoznadzor, Serviciul federal rus de control veterinar și fitosanitar.

## Politica rusă a dublului standard
Un comunicat al Rospotrebnadzor-ului infomează că în lunile ianuarie-februarie ale anului 2014, din regiunea separatistă Transnistria au ajuns în Federația Rusă 13 loturi de vinuri, în volum total de peste 56 de mii de litri. 
De asemenea, serviciul sanitar a examintat în martie (2014) solicitarea guvernatorului unității teritoriale autonome Găgăuzia, Mihail Formuzal, de a relua livrările producției vitivinicole pe piața Federației Ruse” ca urmare a referendumului separatist găgăuz. Deja a fost stabilită lista întreprinderilor care vor prezenta mostre de produse pentru examinare în laboratorul Rospotrebnadzor-ului. Cu toate acestea Găgăuzia nu va putea exporta vin în Rusia fără acordul Chișinăului.

## Alte piețe de desfacere
Cei mai mari consumatori de vinuri moldovenești din UE sunt Polonia, Cehia și respectiv România.
În 2014, premierul Iurie Leancă a efectuat o vizită în Statele Unite unde a avut un dialog și cu Barack Obama. Alături de alte teme de discuție cum ar fi Criza din Ucraina, cei doi au discutat și despre promovarea vinurilor moldovenești pe piața americană.

## Urmări
Potrivit datelor Biroului Național de Statistică, cel mai mare consumator de producție alcoolică moldovenească în 2013 a devenit Belarus, unde R. Moldova a exportat în valoare de 52,96 mil USD, sau cu 15% mai mult decât în 2012. 
Rusia pentru prima dată a ocupat locul 2, procurând producție alcoolică moldovenească de 45,33 mil USD, până la impunerea embargoului, sau cu 25,7% mai puțin decât cu un an mai devreme.
Exportul producției alcoolice în Ucraina a crescut, anul trecut, cu 39,6% – până la 40,9 mil USD.
La 20 iunie 2014 Serviciul Federal sanitar rus „Rospotrebnadzor” a anunțat că Republica Moldova nu a îndeplinit toate condițiile pentru a-și reîntoarce producția vitivinicolă pe piața rusă.